# والری آریوتو
والری آریوتو (انگلیسی: Valerie Arioto؛ زادهٔ ۱۰ آوریل ۱۹۸۹) بازیکن سافت‌بال اهل ایالات متحده آمریکا است.
وی در مسابقات کشوری و بین‌المللی در مجموع برندهٔ ۲ مدال طلا، ۲ مدال نقره شده‌است.